# プレタポルテ
プレタポルテ（フランス語: prêt à porter）は、既製服および高級既製服を指すファッション用語。フランス語で「既に用意されていてすぐ着ることができる服（既製服）」を意味する。
1949年にフランスのヴェイユ社が、既製服との差別化を図る販売戦略の一環として「プレタポルテ」という語を使用したことに始まる。これによりプレタポルテは「高級既製服」として認知されるが、次第に縫製技術の向上により既製服の質も上がり、「既製服」を指す言葉として一般的になる。日本では1963年に西武デパートが高級既製服の販売促進のために大々的に使い始めて定着し、「高級既製服」として認知され続けている。
トルソー、型紙を数パターン作成し、生地もメーカー側であらかじめ選択、製造は工場で行い、布地を重ねて電動ジグソーやレーザーカッターで裁断するなど生産効率を高めて大量生産し、ロット単位で卸すので、オートクチュールより単価を抑えて安く製造することができる。

## パリ・ファッションウィークでのプレタポルテ
プレタポルテのフランスでの展示会の最大規模のものが、パリ・ファッションウィークのプレタポルテ部門であるパリ・ファッションウィーク・プレタポルテである。もともとパリ・ファッションウィークはオートクチュールしか扱っていなかったが、プレタポルテが一般化した状況を受けて、1960年代からプレタポルテも扱うようになった。パリ・ファッションウィーク・プレタポルテでは、フランス国外のデザイナーも大勢活躍している。

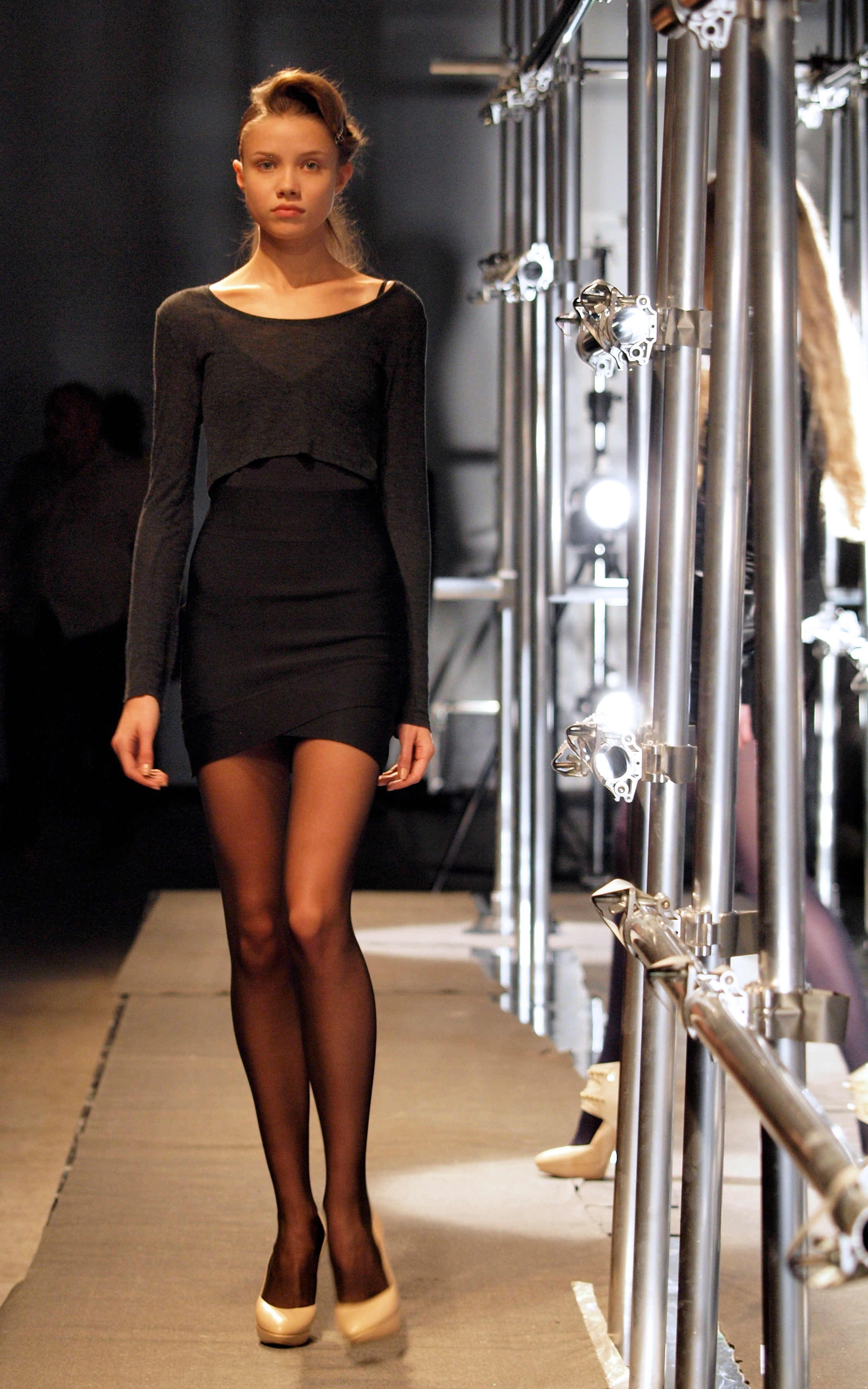
プレタポルテの一例。「パリ・ファッションウィーク 2011 春・夏」に登場したもの。
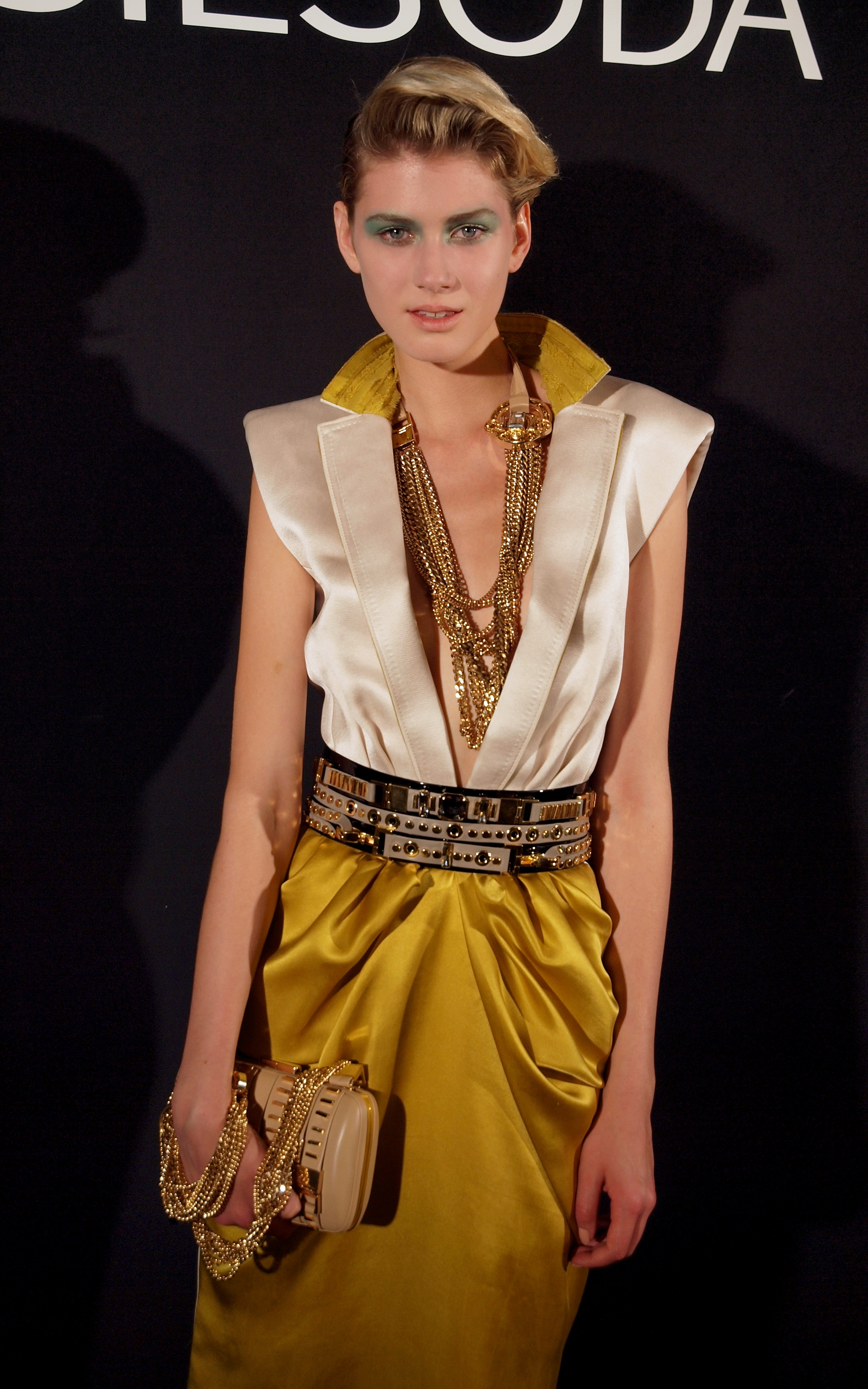
「パリ・ファッションウィーク 2011 春・夏」に登場したもの。
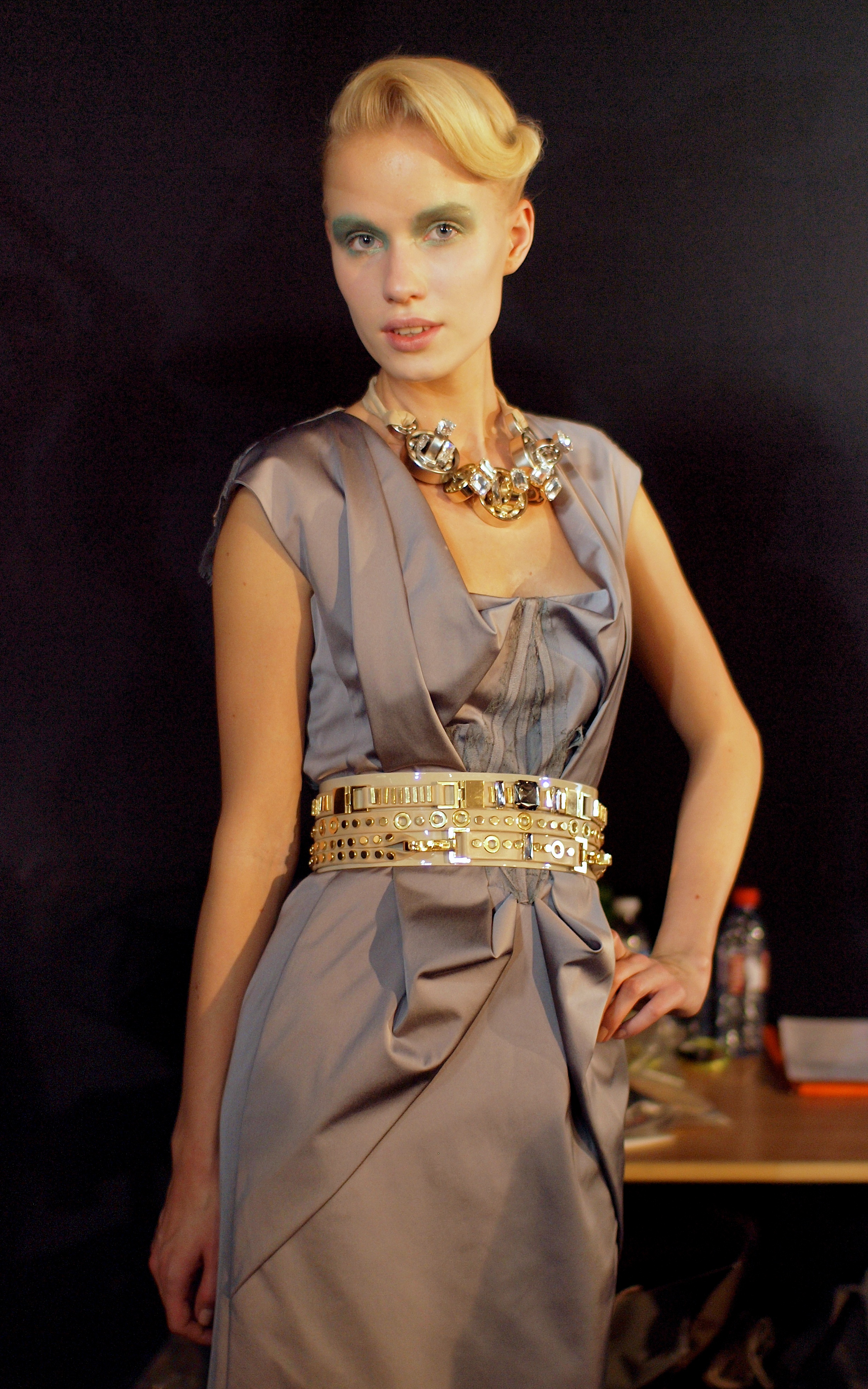
「パリ・ファッションウィーク 2011 春・夏」に登場したもの。
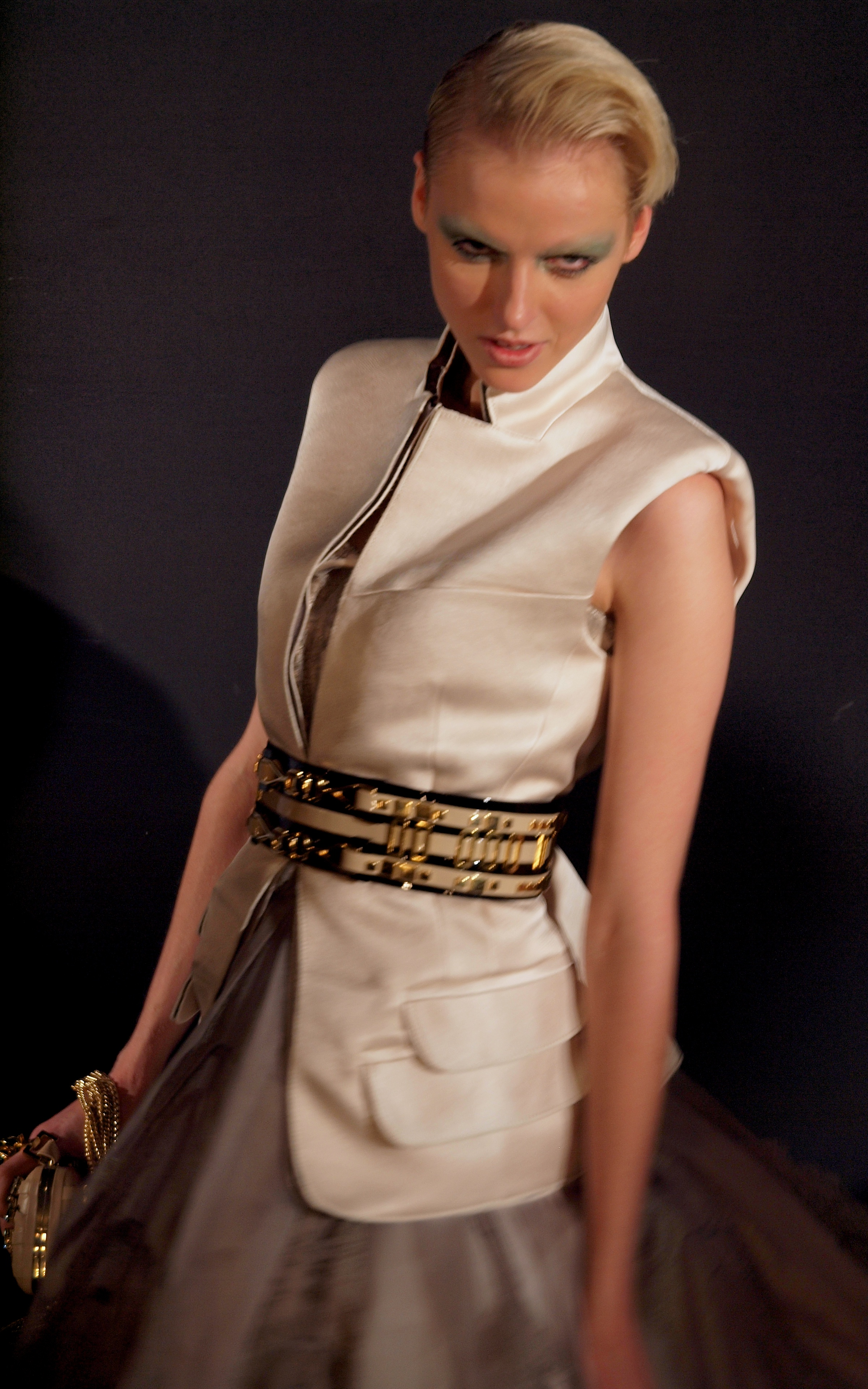
「パリ・ファッションウィーク 2011 春・夏」に登場したもの。